# Perissomastix hirundinea
Perissomastix hirundinea är en fjärilsart som beskrevs av Edward Meyrick 1928. Perissomastix hirundinea ingår i släktet Perissomastix och familjen äkta malar.
Artens utbredningsområde är Marocko. Inga underarter finns listade i Catalogue of Life.